# Scrofella
Scrofella,  monotipski biljni rod trajnica  iz porodice Plantaginaceae.
Jedina vrsta je S. chinensis, kineski endem iz provoincija Qinghai, Sichuan i Gansu. Raste po livadama na visinama od 2800-3900 m. Stabljike su jednostavne i gole. Listovi zbijeni, sjedeći, duguljasti do lancetasti, gornji su uži, goli, rub cijeli, središnja žila istaknuta. Cvatovi do 10 cm. Vjenčić bijeli, ca. 4 mm. Kapsula ca. 4 mm. Sjeme ca. 1 mm. Cvatnja: srpanj-kolovoz.

## Sinonimi
- Calorhabdos chinensis (Maxim.) Franch.; Bull. Soc. Bot. France 47: 19 (1900)